# حمد العليان
حمد عبد الرحمن حمد صالح العليان (1982-) سياسي كويتي، ونائب سابق في مجلس الأمة الكويتي.

## السيرة الذاتية
وُلد حمد العليان بالكويت عام 1982، وحصل على بكالوريوس في إدارة الأعمال من كلية العلوم الإدارية – جامعة الكويت، وشارك لأول مرة في انتخابات مجلس الأمة الكويتي 2022 عن الدائرة الثالثة، وجاء في المركز الرابع عشر برصيد 2,370 صوت وخسر بالانتخابات، كما شارك في انتخابات مجلس الأمة الكويتي 2023 في الدائرة الثالثة، وحصل على المركز التاسع برصيد 4,782 صوت وفاز بالانتخابات.

## المناصب والمؤهلات
- حاصل على بكالوريوس في إدارة الاعمال من كلية العلوم الإدارية – جامعة الكويت.
- حاصل على الدبلوم العالي في الإدارة العامة من كلية الدراسات العليا بجامعة الكويت.
- عمل في القطاع المصرفي لمدة تسع سنوات، تدرج خلالها بالعديد من المناصب القيادية.
- تم اختياره من ضمن فريق تأسيس أحد البنوك الكويتية الجديدة.
- عمل في قطاع التعليم وتحديدًا في إدارة المؤسسات التعليمية لمدة تسع سنوات.